# Kerblík lesklý
Kerblík lesklý (Anthriscus nitida) je druh kerblíku z čeledi miříkovité (Apiaceae). Dorůstá mezi 0,6 metrů až 1 metru a kvete mezi červnem a srpnem.

## Popis
Kerblík lesklý je horský druh rozšířený v horách střední a jihovýchodní Evropy. V České republice roste hlavně v severních pohořích a vzácně v Krušných horách. Je to dvouletá, víceletá a vytrvalá bylina.